# 입실로
입실로(Ipsil-ro)은 경상북도 경주시 외동읍 중심부를 연결하는 도로이다.

## 노선 경로
- 삼거리 명칭 미상 - 산업로 (국도 제7호선)
- 입실교 (입실천)
- 입실사거리 - 순금1길, 외남로 (지방도 제910호선)
- 교차로 명칭 미상 - 산업로 (국도 제7호선), 읍청사로

## 주요 건물 및 시설
- 외동파출소 - 경상북도 경주시 외동읍 입실로 81
- 외동우체국 - 경상북도 경주시 외동읍 입실로 85
- 외동공공도서관 - 경상북도 경주시 외동읍 입실로 98